# シャープール3世
シャープール3世（パフラヴィー語:𐭱𐭧𐭯𐭥𐭧𐭥𐭩（シャーブフル）、生年不明 - 388年）はサーサーン朝の皇帝（シャーハンシャー、在位:383年 - 388年）。皇帝シャープール2世の息子にあたり、叔父の皇帝アルダシール2世の後をついで即位した。
シャープール3世の治世は概ね平穏であった。西方では、アルメニア王国の宗主権をめぐったローマ帝国との紛争を、アキリセネの和約を結んで終結させた。両帝国がアルメニア王国の領土を分割し、大半がサーサーン朝の支配下に置かれることとなった。一方、東方では、貨幣の鋳造も行われていた重要都市カブールを、アルハン・フンに奪われている。
シャープール3世はターク・イ・ブスタンに岩壁レリーフを刻まさせたことで有名である。のちに皇帝ホスロー2世は、シャープール3世のレリーフを模倣・拡張した。5年間の統治の後、388年にシャープール3世は暗殺された。一部の貴族たちの策謀により、シャープール3世が天幕の中にいた際、天幕の支柱を抜かれ、天幕に押しつぶされて死んだという。彼の息子バハラーム4世が後を継ぎ皇帝に即位した。

## 名前
「シャープール」はサーサーン朝の3人の君主や、同時代及び後の時代の人々に名付けられた名前である。古代ペルシア語の*xšayaθiya.puθra（「王の息子」を意味する）に由来し、元々は称号の一つであったと考えられているが、遅くとも2世紀後半には人名となった。ギリシア語ではSapur、Sabour、Sapuris、ラテン語では Sapores、Sapor、アラビア語ではSābur、Šābur、新ペルシア語ではŠāpur、Šāhpur、Šahfurと転写される。

## 生い立ちと即位
シャプール3世は皇帝シャープール2世の息子として生まれた。379年、シャプール2世は息子シャープール（のちの3世）が成人するまでの中継ぎとして、成人後の譲位を条件に異母兄弟アルダシール2世を後継者に指名した。383年まで続いたアルダシール2世の統治は、貴族たちによってアルダシールが暗殺、もしくは追放され終わった。権力を欲した貴族たちの権限を制限した、アルダシール2世に対する貴族の反感のためであったとされる。シャープール3世はアルダシール2世の後を継いで即位した。タバリーの諸使徒と諸王の歴史に記された物語によれば、シャープール2世の子孫に王冠が与えられたために、はじめは臣下たちもシャープールの帝位継承を好意的に受けいれていたが、即位演説の際には、自身の宮廷においては謀略や貪欲さ・独善を許さないと、臣下たちにとっては到底受け入れられないような内容を宣言したという。

## 治世

ローマ帝国とエーラーン帝国の国境の地図

アルメニアは、常にローマ帝国とサーサーン朝間の紛争の火種となっていた。シャープール2世の治世下の378年もしくは379年、シャープール2世はアルメニア王国の摂政・マニュエル・マミコニアンを屈服させ、アルメニアにおけるサーサーン朝の覇権を確定させた。この際、スーレーナ率いるサーサーン朝軍がアルメニアに派遣され、スーレーナには「マルズバーン」（辺境伯）の称号が授けられている。この称号付与はアルメニアがサーサーン朝の一つの州として扱われるようになったともとれる。しかしアルダシール2世の治世下では、380年代の初頭にマニュエルが反旗を翻したりと、サーサーン朝・ローマ帝国からの自立の維持に成功している。マニュエルが死ぬ385年または386年の直前に、マニュエルはアルメニアをローマ帝国の保護下に置いている。マニュエルの死に伴い、多くのアルメニア貴族（ナフラール）がアルサケス朝アルメニア王国の国王アルサケス3世から離反し、シャープール3世に新たな王を推戴するよう懇願した。シャープール3世は貴族たちの要求にこたえ、ホスロー4世を王位につけ、妹（従妹？）のズルヴァーンドゥフトを降嫁させた。さらにアルメニアに侵攻軍を送り、その大半の領地を占領したため、アルサケス3世は西方のアキリセネに撤退を余儀なくされ、そこでローマ帝国からの援軍を待った。
サーサーン朝とローマ帝国は、戦争ではなく、外交交渉を通じた和解をすることで合意した。このアキリセネの和約では、アルメニアを東アルメニア王国（サーサーン朝側、ホスロー4世が君臨）と西アルメニア王国（ローマ帝国側、アルサケス3世が君臨）に分割し、それぞれを両帝国の衛星国とすることが決まった。アルメニアの分割ラインは、北はテオドシオポリス（現在のエルズルム）から南はアミダまで伸びており、アルサケス朝時代の都アルタクサタ（現在のアルタシャト）やドビン（ドヴィン）などアルメニアの大部分はサーサーン朝の支配（保護）下に留まることになった。アキリセネの和約では、ローマ帝国がイベリア全域におけるサーサーン朝の覇権を全面的に承認している。ただし、アキリセネの和約の締結時期は不明である。多くの歴史家は387年のことであるとしているが、384年や389年、390年のことであると考える歴史家もいる。両帝国はコーカサス防衛で協力するようになり、ローマ帝国は不定期ながらもおよそ500ポンド（226キログラム）の金を支払うことで合意している。なおこの金の支払いを、ローマ帝国側は政治的な配賦とみなしていた一方、サーサーン朝側はこれを貢納金とみなした。
シャープール3世は、アルメニアの政治的・経済的権力をさらに弱体化させるために、いくつかの州を接収している。 アルツァフ、Utik、Shakashen、Gardman、Koltはカフカス・アルバニア王国（アルサケス朝の傍系、カフカス・アルバニア王国のアルサケス朝が統治）に与えられた。グガルク (ミフラーン朝の統治)はイベリアの支配下におり、Arzanene (bidaxsh（辺境伯に相当する）の統治)、Paytakaran、Korjayk (Corduene) 、Parskahaykはサーサーン朝に編入されている。アルサケス3世がまもなく死去すると、ローマ帝国はアルサケス朝を廃位して西アルメニア州を設置した。その結果、多くのアルサケス3世に付き従っていたアルメニア貴族（ナフラール）は、東アルメニア王国に仕えた。東アルメニア王国のアルサケス朝は、この後も428年に皇帝バハラーム5世が廃止するまで存続した。シャープール3世のキリスト教徒に対する宗教的寛容さは、歴史家ElisheやエフェソスのJohnの記録からわかる。前者の記録によると、シャープール3世はアルメニア人に惜しみなく贈り物を与え、教会に対しては税金のしはらいは免じているようだ。
ローマとのアルメニアをめぐる戦闘だけでなく、シャープール3世は東方のアルハン・フンとも軍事的衝突が起きていたようである。貨幣の出土状況から、338年以前にシャープール3世からカーブルを奪取したことがわかる。シャープール3世が発行した貨幣をほぼ複製したような貨幣を鋳造している。唯一の違いは、サーサーン朝からの領土奪取を表すために、新たにバクトリア語の銘文「αλχοννο」（alxanno）が追加されたところである。360年代からサーサーン朝の貨幣鋳造の中心地であった、カーブルの喪失は帝国にとって大きな打撃であった。
シャープール3世は5年間の治世の末、388年に暗殺された。一部の貴族たちの策謀により、シャープール3世が天幕の中にいた際、天幕の支柱を抜かれ、天幕に押しつぶされて死んだとされている。シャープール3世の後は、息子のバハラーム4世が継ぎ、399年にはバハラーム4世の後を、シャープール3世のもう一人の息子ヤズデギルド1世が継承した。

## 文化

### 硬貨

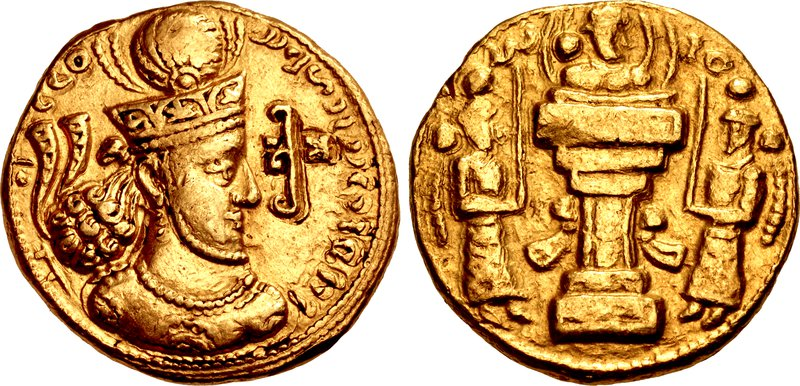
シャープール3世のディナール金貨、シンドで鋳造された。

シャープール3世とバハラーム4世の治世下で、硬貨鋳造の過程は大きく変化したとされる。硬貨の鋳造量が増加するとともに、州によっては複数の種類の硬貨の鋳型が製造されることもあった。シャープール3世の硬貨の特徴として、大半の皇帝の硬貨では皇帝が王冠とkorymbosをかぶっているのに対し、シャープール3世はダイアデムをかぶった肖像を刻んでいることがある。このことは、ダイアデムもまたサーサーン朝の皇帝にとって重要なヘッドギア（頭部につける装飾）であったことを示している。さらに硬貨には、「Mazdēsn bay Šābuhr šāhān šāh Ērān ud Anērān kēčihr az yazdān」、すなわち「マズダーを崇拝する、神聖なるシャープール、イラン（人）と非イラン（人）の諸王の王、その姿／輝きを神々から授けられた者」という称号が刻まれている。

### 岩壁レリーフ
シャープール3世は今日のケルマーンシャー近郊のターク・イ・ブスタンの一角に岩壁レリーフを刻まさせた。レリーフのデザインは、イーワーンと呼ばれる様式である。このレリーフには、2人の王が刻まれており、左の王がシャープール3世、右の王がシャープール2世であると示す銘文も付随している。右の王がシャープール2世の王冠を被っているのに対して、左の王はシャープール3世の王冠を正確に複製している。一般的にサーサーン朝時代のレリーフは、岩壁の表面に描かれることが多いが、シャープール3世の治世下で作成されたレリーフは、バレル・ヴォールト（ヴォールト）の奥に彫刻されている。のちにこの様式を、皇帝ホスロー2世が模倣・拡大している。

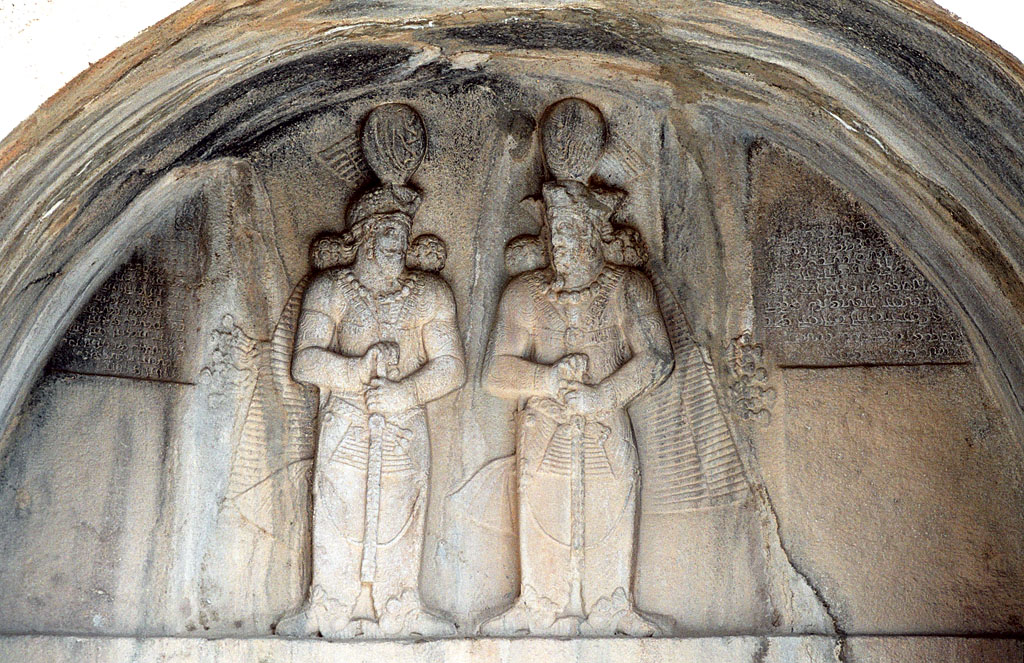
シャープール2世（右）とシャープール3世（左）のレリーフ
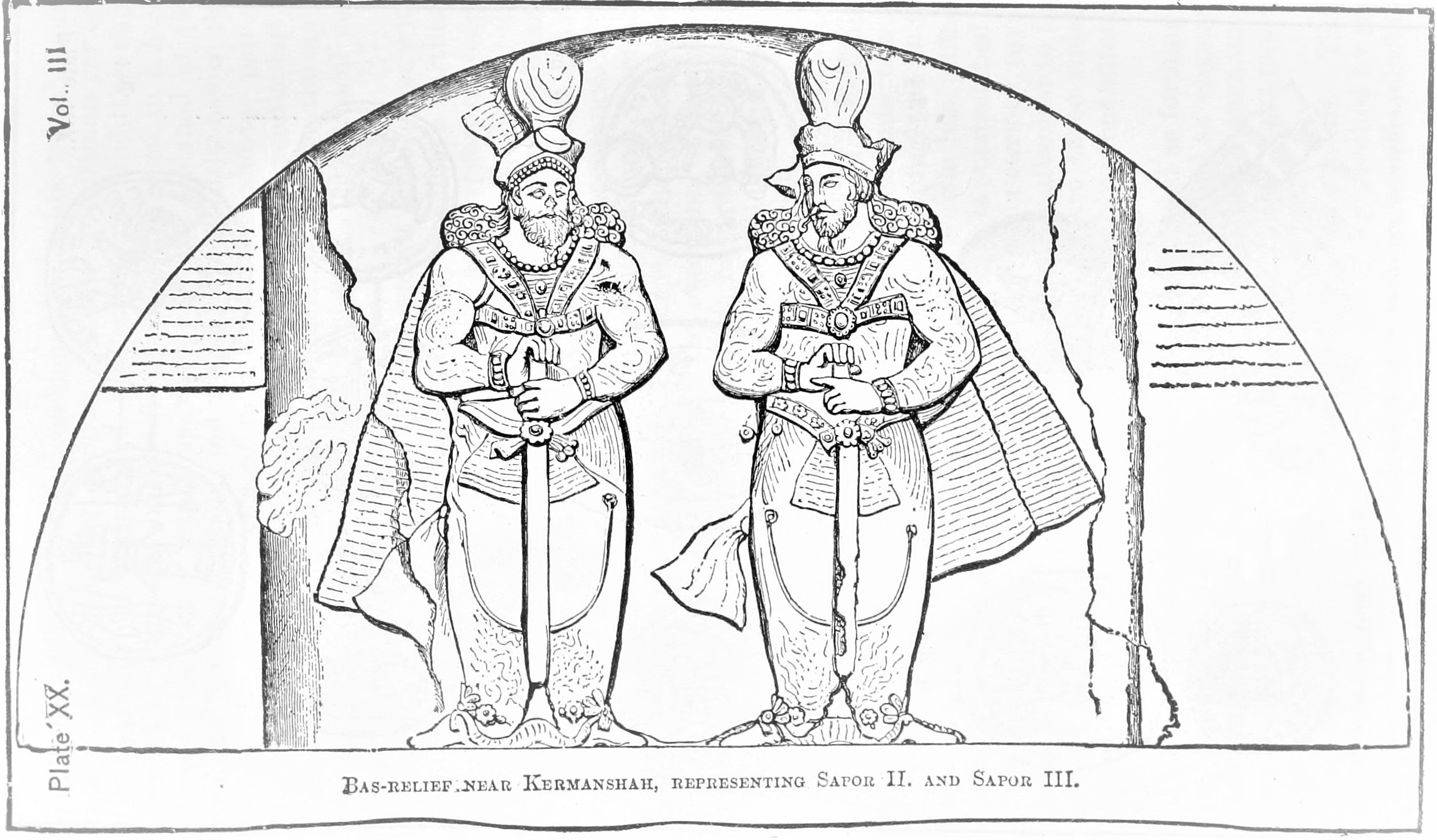
左図のレリーフの写し（19世紀、ジョージ・ローリンソン（英語版）の著作より）
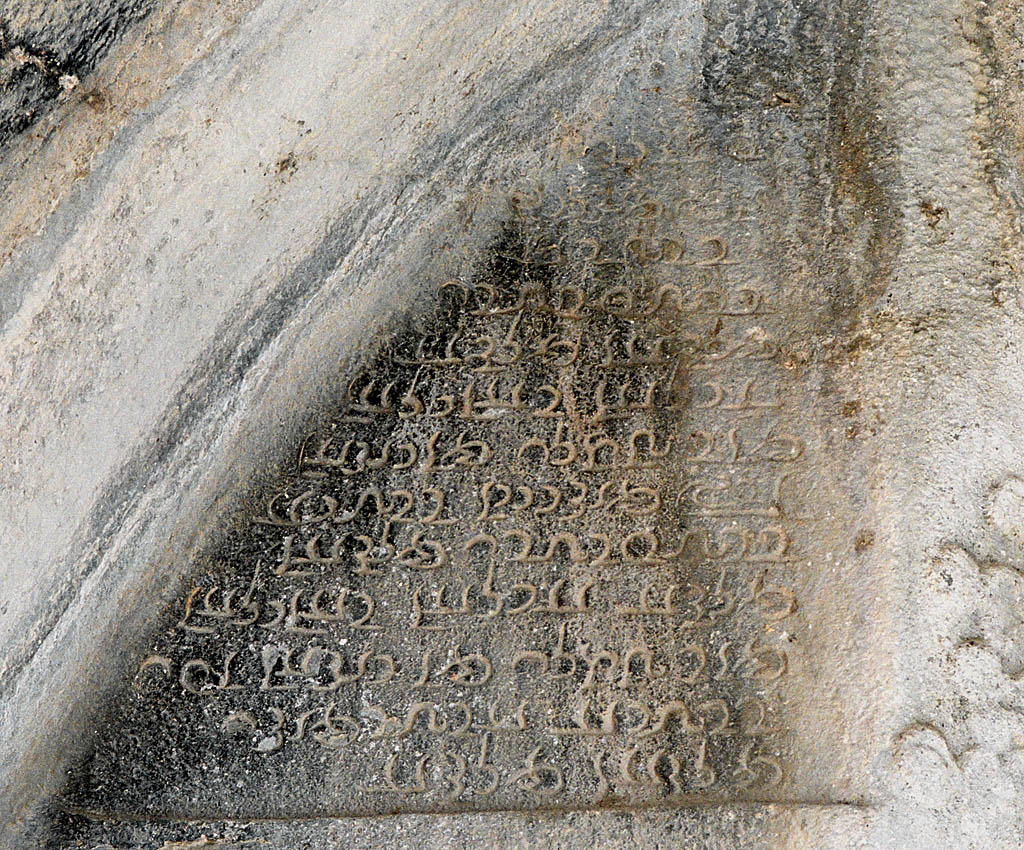
レリーフ付近の碑文パフラヴィー文字（英語版）による銘文

### 金属皿
エルミタージュ美術館所蔵の「クリモワの皿」（クリモワの財宝の一つ）は、銀製の容器であり、ヒョウを退治する王を描いている。この王の王冠はシャープール3世の王冠と酷似していて、また王冠の上には、球状の布であるkorymbosがかぶせられている。一方で、この王の衣装はメトロポリタン美術館所蔵の皿に描かれたヤズデギルド1世の衣装と酷似している。クリモワの皿の裏面には、7世紀または8世紀のソグド語の銘文が刻まれている。クリモワの皿に描かれた王の肖像について、ハーパーとマイヤーズは著書『ササン朝時代の銀器：王家の形象』（Silver Vessels of the Sasanian Period: Royal Imagery、1981年）の中で、シャープール3世を表している可能性があると考察している一方、『オックスフォード古代末期事典』（2018年）ではヤズデギルド1世と考えている。

### 印章

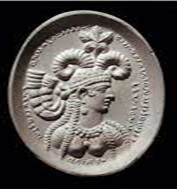
Yazdan-Friy Shapurの印章

シャープール3世の配偶者の一人、Yazdan-Friy Shapurは、雄牛の角を付けた姿でオニキス製の印章に刻まれている。この印章の質は驚くほどよく、現在はフランスのBnF博物館に所蔵されている。